# Cowaszee Nanabhoy Davar
Cowaszee Nanbhoy Davar (1815-1873) é conhecido pelos seus esforços pioneiros no estabelecimento das bases da indústria do algodão na Índia. Ele estabeleceu várias fábricas de algodão na Índia. A primeira foi a Bombay Spinning and Weaving Company, e a outra foi a Bombay Throstle Mill Company em Bombaim.
Ele é creditado por lançar as bases da produção industrial de algodão na Índia.